# Внешняя политика Гвинеи-Бисау
Внешняя политика Гвинеи-Бисау — общий курс Гвинеи-Бисау в международных делах. Внешняя политика регулирует отношения Гвинеи-Бисау с другими государствами. Реализацией этой политики занимается министерство иностранных дел Гвинеи-Бисау.
Государство является членом Организации Объединённых Наций, Африканского союза, Всемирного банка, Международного валютного фонда, Всемирной организации здравоохранения, Продовольственной и сельскохозяйственной организации ООН, Группы 77, Международной организации гражданской авиации, Африканского банка развития, Экономического сообщества стран Западной Африки, Организации исламского сотрудничества и Постоянного межгосударственного комитета по борьбе с засухой в Сахеле.

## Двусторонние отношения
| Государство         | Дата установления отношений                                                       | Примечания |
| ------------------- | --------------------------------------------------------------------------------- | --- |
| Албания             | 15 ноября 1974 года                                                               | Государства установили дипломатические отношения 15 ноября 1974 года. |
| Андорра             | 5 апреля 2022 года                                                                | Государства установили дипломатические отношения 5 апреля 2022 года. |
| Ангола              |                                                                                   | - Ангола имеет посольство в Бисау; - Гвинея-Бисау имеет посольство в Луанде. |
| Аргентина           | 9 сентября 1974 года                                                              | Государства установили дипломатические отношения 9 сентября 1974 года. |
| Армения             | 3 сентября 1992 года                                                              | Государства установили дипломатические отношения 3 сентября 1992 года. |
| Австрия             | 15 октября 1976 года                                                              | Государства установили дипломатические отношения 15 октября 1976 года. |
| Азербайджан         | 27 августа 1992 года                                                              | Государства установили дипломатические отношения 27 августа 1992 года. |
| Ботсвана            | 22 марта 2010 года                                                                | Государства установили дипломатические отношения 22 марта 2010 года. |
| Бразилия            | Декабрь 1974 года                                                                 | Отношения Бразилии и Гвинеи-Бисау - Государства установили дипломатические отношения в 1974 году. - Бразилия имеет посольство в Бисау. - Гвинея-Бисау имеет посольство в Бразилиа. - Государства являются членами Содружества португалоязычных стран. |
| Бруней              | 3 июня 1994 года                                                                  | Государства установили дипломатические отношения 3 июня 1994 года. |
| Канада              | 29 апреля 1975 года                                                               | Государства установили дипломатические отношения в 1975 году. |
| Кабо-Верде          | 18 июня 1982 года                                                                 | Отношения Гвинеи-Бисау и Кабо-Верде Острова Кабо-Верде расположены примерно в 900 км на северо-запад от Гвинеи-Бисау. Государства были колониями Португальской империи и совместно сражались за независимость с планами по объединению в одно государство, но в 1980-х эти планы были свернуты. - Кабо-Верде имеет посольство в Бисау. - Гвинея-Бисау имеет посольство в Прае. |
| Чили                | 23 августа 1974                                                                   | Государства установили дипломатические отношения 23 августа 1974 года. |
| Китай               | 15 марта 1974 года, разорваны 31 мая 1990 года, восстановлены 23 апреля 1998 года | Отношения между Гвинеей-Бисау и Китаем - Китай имеет посольство в Бисау. - Гвинея-Бисау имеет посольство в Пекине. |
| Колумбия            | 23 марта 1989 года                                                                | Государства установили дипломатические отношения 23 марта 1989 года. |
| ДР Конго            | 19 июля 1974 года                                                                 | Государства установили дипломатические отношения 19 июля 1974 года. |
| Коста-Рика          | 28 марта 1995 года                                                                | Государства установили дипломатические отношения 28 марта 1995 года. |
| Хорватия            | 19 октября 1995 года                                                              | Государства установили дипломатические отношения 19 октября 1995 года. |
| Куба                | 1 октября 1973 года.                                                              | - Куба имеет посольство в Бисау. - Гвинея-Бисау имеет посольство в Гаване. |
| Кипр                | 20 мая 2008 года                                                                  | Государства установили дипломатические отношения 20 мая 2008 года. |
| Чехия               | 19 октября 1973 года                                                              | - Государства установили дипломатические отношения в 1973 году (с Чехословакией) и в 1993 году (с Чехией) - Интересы Чехии в Гвинее-Бисау представлены через посольство в Аккре, Гана. |
| Восточный Тимор     |                                                                                   | - Государства являются членами Содружества португалоязычных стран. |
| Эквадор             | 10 декабря 1996 года                                                              | Государства установили дипломатические отношения 10 декабря 1996 года. |
| Египет              | 11 июня 1974 года                                                                 | Государства установили дипломатические отношения 11 июня 1974 года. - Интересы Египта в Гвинее-Бисау представлены через посольство в Конакри, Гвинея. - Государства являются членами Африканского союза. |
| Эстония             | 8 декабря 2007 года                                                               | Государства установили дипломатические отношения 8 декабря 2007 года. |
| Фиджи               | 7 июля 2014 года                                                                  | Государства установили дипломатические отношения 7 июля 2014 года. |
| Франция             |                                                                                   | - Франция имеет посольство в Бисау. - Гвинее-Бисау имеет посольство в Париже. |
| Гамбия              | 10 августа 1974 года                                                              | Государства установили дипломатические отношения 10 августа 1974 года. |
| Грузия              | 9 марта 2011 года                                                                 | Государства установили дипломатические отношения 9 марта 2011 года. |
| Германия            | 9 августа 1975 года                                                               | Государства установили дипломатические отношения 9 августа 1975 года. |
| Гвинея              | 12 февраля 1974 года                                                              | Государства установили дипломатические отношения 12 февраля 1974 года - Гвинея имеет посольство в Бисау. - Гвинея-Бисау имеет посольство в Конакри. |
| Венгрия             | 15 октября 1973 года                                                              | Государства установили дипломатические отношения 15 октября 1973 года. Интересы Венгрии в Гвинее-Бисау представлены через посольство в Лиссабоне, Португалия. |
| Исландия            | 24 сентября 2004 года                                                             | Государства установили дипломатические отношения 24 сентября 2004 года. |
| Индия               | 7 октября 1973 года                                                               | Государства установили дипломатические отношения 7 октября 1973 года. |
| Индонезия           | 12 декабря 1996 года                                                              | Государства установили дипломатические отношения 12 декабря 1996 года. |
| Иран                | 23 августа 1990 года                                                              | Both countries cooperate in various fields (education, mining, health, pharmaceuticals, agriculture, development and energy). |
| Израиль             | 10 марта 1994 года                                                                | Государства установили дипломатические отношения 10 марта 1994 года. |
| Япония              | 18 мая 1978 года                                                                  | Государства установили дипломатические отношения 18 мая 1978 года. |
| Казахстан           | 19 апреля 2013 года                                                               | Государства установили дипломатические отношения 19 апреля 2013 года. |
| Косово              | 19 июня 2018 года                                                                 | Государства установили дипломатические отношения 19 июня 2018 года. Интересы Республики Косово в Гвинее-Бисау представлены через посольство в Дакаре, Сенегал. |
| Кувейт              | 6 ноября 1974 года                                                                | Государства установили дипломатические отношения 6 ноября 1974 года. |
| Латвия              | 14 июня 2021 года                                                                 | Государства установили дипломатические отношения 14 июля 2021. |
| Либерия             | 20 февраля 1974 года                                                              | Государства установили дипломатические отношения 20 февраля 1974 года. |
| Литва               | 21 сентября 2021 года                                                             | Государства установили дипломатические отношения 21 сентября 2021 года. |
| Мальдивы            | 23 сентября 2022 года                                                             | Государства установили дипломатические отношения 23 сентября 2022 года. |
| Мавритания          | 10 августа 1974 года                                                              | Государства установили дипломатические отношения 10 августа 1974 года. |
| Мексика             | 23 марта 1983 года                                                                | Государства установили дипломатические отношения 23 марта 1983 года. - Интересы Мексики в Гвинее-Бисау представлены через посольство в Рабате, Марокко. |
| Монголия            | 14 октября 1975 года                                                              | Государства установили дипломатические отношения 14 октября 1975 года. |
| Черногория          | 29 июня 2006 года                                                                 | Государства установили дипломатические отношения 29 июня 2006 года. |
| Марокко             | 27 февраля 1986 года                                                              | Государства установили дипломатические отношения 27 февраля 1986 года. |
| Мозамбик            | 9 июня 1976 года                                                                  | Государства установили дипломатические отношения 9 июня 1976 года. - Государства являются членами Содружества португалоязычных стран. |
| Мьянма              | 6 марта 2023 года                                                                 | Государства установили дипломатические отношения 6 марта 2023 года. |
| Нигерия             | 29 октября 1974 года                                                              | - Гвинея-Бисау имеет посольство в Абудже. - Нигерия имеет посольство в Бисау. |
| Перу                | 29 сентября 1986 года                                                             | Государства установили дипломатические отношения 29 сентября 1986 года. |
| Филиппины           | 26 октября 1976 года                                                              | Государства установили дипломатические отношения 26 октября 1976 года. |
| Польша              | 3 октября 1973 года                                                               | Государства установили дипломатические отношения 3 октября 1973 года. |
| Португалия          | 10 сентября 1974 года                                                             | Отношения Гвинеи-Бисау и Португалии - Гвинея-Бисау имеет посольство в Лиссабоне. - Португалия имеет посольство в Бисау. |
| Румыния             | 16 ноября 1973 года                                                               | Государства установили дипломатические отношения 16 ноября 1973 года. |
| Россия              | 6 октября 1973 года                                                               | Отношения Гвинеи-Бисау и России - Гвинея-Бисау имеет посольство в Москве. - Россия имеет посольство в Бисау. |
| Сан-Томе и Принсипи | 1975 год                                                                          | - Государства являются членами Содружества португалоязычных стран. |
| Сенегал             | 10 августа 1974 года                                                              | Государства установили дипломатические отношения 10 августа 1974 года. - Гвинея-Бисау имеет посольство в Дакаре и генеральное консульство в Зигиншоре. - Сенегал имеет посольство в Бисау. |
| Сербия              | 10 мая 1974 года                                                                  | - Государства установили дипломатические отношения в 1975 году. - 9 декабря 2017 года Сербия в одностороннем порядке решила отменить визы для всех типов паспортов Гвинеи-Бисау. - В 2018 году Гвинея-Бисау стала отрицать признание Республики Косово. |
| Словения            | 24 июля 1997 года                                                                 | Государства установили дипломатические отношения 24 июля 1997 года. Гвинея-Бисау имеет почётное консульство в Любляне. |
| ЮАР                 | 11 октября 1994 года                                                              | Государства установили дипломатические отношения 11 октября 1994 года. - ЮАР имеет посольство в Бисау. |
| Испания             | 25 апреля 1975 года                                                               | Отношения Гвинеи-Бисау и Испании - Гвинея-Бисау имеет посольство в Мадриде. - Испания имеет посольство в Бисау. |
| Швеция              | 14 марта 1975 года                                                                | Отношения Гвинеи-Бисау и Швеции - Интересы Гвинеи-Бисау в Швеции представлены через посольство в Брюсселе (Бельгия), а также имеется почётное консульство в Стокгольме. - Интересы Швеции в Гвинее-Бисау представлены через посольство в Лиссабоне, Португалия. |
| Таиланд             | 6 декабря 1983 года                                                               | Государства установили дипломатические отношения 6 декабря 1983 года. |
| Турция              | 1975 год                                                                          | Отношения Гвинеи-Бисау и Турции - Гвинея-Бисау имеет посольство в Анкаре. - Турция имеет посольство в Бисау. - В 2019 году объём товарооборота между государствами составил сумму 4,95 млн. долларов США. |
| Украина             | 12 февраля 2009 года                                                              | Государства установили дипломатические отношения 12 февраля 2009 года. - Интересы Украины в Гвинее-Бисау представлены через посольство в Дакаре, Сенегал. |
| США                 | 3 сентября 1975 года                                                              | Отношения Гвинеи-Бисау и США Государства установили дипломатические отношения 3 сентября 1975 года. - Интересы Гвинеи-Бисау в США представлены через постоянную миссию в ООН в Нью-Йорке. - Интересы США в Гвинее-Бисау представлены через посольство в Дакаре, Сенегал. |
| Уругвай             | 26 марта 2010 года                                                                | Государства установили дипломатические отношения 26 марта 2010 года. |
| Венесуэла           | 6 апреля 2006                                                                     | Государства установили дипломатические отношения 6 апреля 2006 года. |
| Вьетнам             | 30 сентября 1973 года                                                             | Государства установили дипломатические отношения 30 сентября 1973 года. |